# Parafia Zwiastowania Najświętszej Maryi Panny w Pączewie
Parafia Zwiastowania Najświętszej Maryi Panny w Pączewie – parafia rzymskokatolicka, znajdująca się w diecezji pelplińskiej, w dekanacie Skórcz. 
Liczba wiernych: 1160.

## Zasięg parafii
Do parafii należą wierni z miejscowości: Pączewo i Wolental.

## Proboszczowie
- ks. Kazimierz Niepokój (1945–1946)
- ks. Marceli Józef Piechowski (1946–1947)
- ks. Józef Wiktor Radtke (1947–1963)
- ks. Franciszek Stachowiak (1964–1984)
- ks. Jan Rzepus (1985–2007)
- ks. Henryk Martin (2007–2008)
- ks. Ireneusz Nowak (od 2008)